# Bedotia madagascariensis
The zona (Bedotia madagascariensis) là một loài cá thuộc họ Bedotiidae. Nó là loài đặc hữu của Madagascar. Các môi trường sống tự nhiên của chúng là sông và hồ nước ngọt. Nó bị đe dọa do mất môi trường sống.